# 卡贝塞拉什
卡贝塞拉什是巴西戈亚斯州的一个市镇。总面积1127.601平方公里，总人口6975人，人口密度6.2人/平方公里。